# Zeffirelli - L'ultimo sogno: La Traviata
Zeffirelli - L'ultimo sogno: La Traviata è stata una serata evento, dedicato al riadattamento cinematografico de La Traviata di Giuseppe Verdi, realizzato da Franco Zeffirelli, deceduto qualche giorno prima. Trasmesso in prima serata su Rai 1 venerdì 21 giugno 2019 in diretta, in mondovisione, dall'Arena di Verona, è condotto da Antonella Clerici con la partecipazione del tenore Vittorio Grigolo e Cecilia Gasdia.

## Descrizione
La serata è realizzata, in occasione dell'inaugurazione dell'Opera Festival 2019, in omaggio al maestro Franco Zeffirelli, appena scomparso, con la direzione musicale del maestro Daniel Oren. Prima della diretta dello spettacolo, è mandato in onda un video sulle note di Amami Alfredo con le immagini del funerale del regista, seguito dal Canto degli Italiani, suonato dall'orchestra dell'Arena.
I cantanti che componevano il cast erano Aleksandra Kurzak, che ha interpretato la protagonista Violetta, Lisette Oropesa, Lana Kros, Irina Lungu, Pavel Petrov, Raffaele Abate, Stephen Costello, Leo Nucci, Simone Piazzola, Amartuvshin Enkhbat e Badral Chuluunbaatar.

### Ascolti
La serata ha avuto uno share medio di 12,2% con 2 milioni e 52 mila telespettatori.

## Ospiti
Gli ospiti della serata sono stati:
- Pippo Baudo
- Gabriel Garko
- Katia Ricciarelli
- Vittorio Sgarbi

In prima fila in platea sono presenti il presidente della Repubblica Italiana Sergio Mattarella, la presidente del Senato Maria Elisabetta Alberti Casellati ed il ministro dei beni e delle attività culturali Alberto Bonisoli, insieme ai titolari dell'economia e delle politiche agricole Giovanni Tria e Gian Marco Centinaio ed il sindaco di Verona Federico Sboarina.